# Anger Pankow

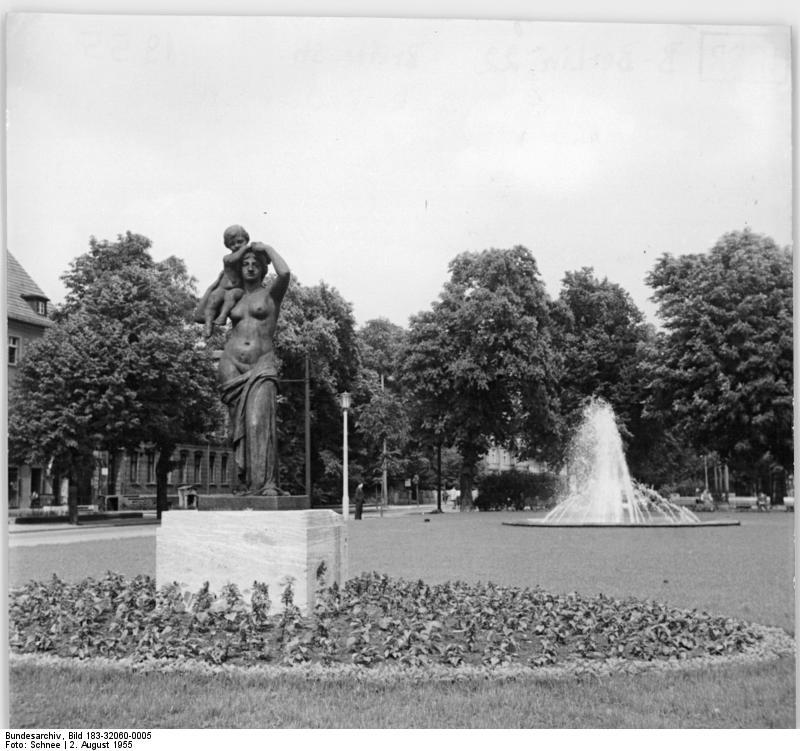
Skulptur und Springbrunnen

Der Anger Pankow ist der Mittelpunkt des ehemaligen Angerdorfes im Ortsteil Pankow des Berliner Bezirks Pankow, der an der Breiten Straße liegt.

## Geschichte

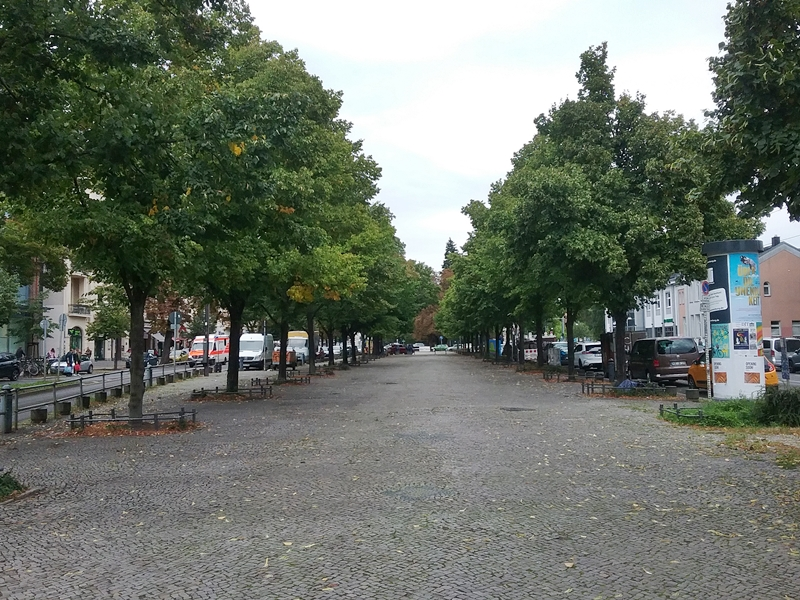
Anger Pankow im Jahr 2020

Das Angerdorf Pankow wurde vermutlich um 1230 angelegt. Danach entstand alsbald die erste Dorfkirche aus Holz, deren Nachfolgebau an dem langgestreckten spindelförmigen Anger steht, wo auch später ab 1837 die bis zum Jahr 1911 einzige Gemeindeschule Pankows stand (im Jahr 1938 abgetragen). An der Kirche befanden sich auch ein Friedhof, ein im Jahr 1870 zugeschütteter Dorfteich und einige Gemeindehäuser.
Bis zum Jahr 1893 gab es daneben das Spritzenhaus der Feuerwehr mit fünf Gefängniszellen und einige um 1906 abgerissene kleinere Gebäude. Außerdem standen um den Anger Häuser von Land besitzenden Bauern, Kleinbauern ohne eigenes Land (Kossäten) und Tagelöhnern (Büdner). Im November 1943 wurde der Anger im Zweiten Weltkrieg durch Bombenangriff zerstört. Viele der zerstörten Gebäude, darunter das Restaurant Linder, mussten nach dem Krieg abgerissen werden.
Auf dem Anger wurde ein Marktplatz integriert, der mit vier Reihen Linden bepflanzt ist. Die Pflastersteine wurden um die Jahrhundertwende gesetzt und zeigen zum Teil die originalen Ornamente im Mosaikpflaster.